# Szprotawa
Szprotawa (in tedesco Sprottau) è un comune urbano-rurale polacco del distretto di Żagań, nel voivodato di Lubusz.
Ricopre una superficie di 232,31 km² e nel 2004 contava 21 788 abitanti.